# Grand Prix SAR La Princesse Lalla Meryem 2019 - Doppio
Anna Blinkova e Ioana Raluca Olaru erano le detentrici del titolo, ma non hanno preso parte a questa edizione del torneo.
María José Martínez Sánchez e Sara Sorribes Tormo hanno sconfitto in finale Georgina García Pérez e Oksana Kalašnikova con il punteggio di 7-5, 6-1.

## Teste di serie
1. María José Martínez Sánchez /  Sara Sorribes Tormo (campionesse)
2. Aleksandra Panova /  Vera Zvonarëva (primo turno)

1. Monique Adamczak /  Jessica Moore (primo turno)
2. Alexa Guarachi /  Sabrina Santamaria (semifinale)

## Wildcard
1. Ana Bogdan /  Isabella Šinikova (semifinale)

1. Sada Nahimana /  Lina Qostal (primo turno)

## Tabellone

### Legenda
| - Q = Qualificato - WC = Wild card - LL = Lucky loser | - ALT = Alternate - SE = Special Exempt - PR = Protected Ranking | - w/o = Walkover - r = Ritirato - d = Squalificato |

|  | Primo turno                  | Primo turno                          | Primo turno                          | Primo turno | Primo turno |  |  | Quarti di finale             | Quarti di finale                     | Quarti di finale                     | Quarti di finale             | Quarti di finale             |   |   | Semifinali | Semifinali                           | Semifinali                           | Semifinali                   | Semifinali                   |   |   | Finale | Finale | Finale | Finale | Finale |  |
|  |                              |                                      |                                      |             |             |  |  |                              |                                      |                                      |                              |                              |   |   |            |                                      |                                      |                              |                              |   |   |        |        |        |        |        |  |
|  | 1                            | MJ Martínez Sánchez S Sorribes Tormo | MJ Martínez Sánchez S Sorribes Tormo | 6           | 6           |  |  |                              |                                      |                                      |                              |                              |   |   |            |                                      |                                      |                              |                              |   |   |        |        |        |        |        |  |
|  |                              | V Heisen J Larsson                   | V Heisen J Larsson                   | 4           | 4           |  |  | 1                            | MJ Martínez Sánchez S Sorribes Tormo | MJ Martínez Sánchez S Sorribes Tormo | 6                            | 7                            |   |   |            |                                      |                                      |                              |                              |   |   |        |        |        |        |        |  |
|  |                              | G Minnen A Van Uytvanck              | G Minnen A Van Uytvanck              | 6           | 6           |  |  |                              | G Minnen A Van Uytvanck              | G Minnen A Van Uytvanck              | 1                            | 62                           |   |   |            |                                      |                                      |                              |                              |   |   |        |        |        |        |        |  |
|  | WC                           | S Nahimana L Qostal                  | S Nahimana L Qostal                  | 2           | 4           |  |  |                              |                                      |                                      |                              |                              |   |   | 1          | MJ Martínez Sánchez S Sorribes Tormo | MJ Martínez Sánchez S Sorribes Tormo | 6                            | 6                            |   |   |        |        |        |        |        |  |
|  | 4                            | A Guarachi S Santamaria              | 4                                    | 6           | [10]        |  |  |                              |                                      | 4                                    | A Guarachi S Santamaria      | A Guarachi S Santamaria      | 3 | 1 |            |                                      |                                      |                              |                              |   |   |        |        |        |        |        |  |
|  |                              | A Danilina G Voskoboeva              | 6                                    | 3           | [8]         |  |  | 4                            | A Guarachi S Santamaria              | 6                                    | 3                            | [10]                         |   |   |            |                                      |                                      |                              |                              |   |   |        |        |        |        |        |  |
|  | T Mrdeža Ar Rodionova        | T Mrdeža Ar Rodionova                | T Mrdeža Ar Rodionova                | 6           | 6           |  |  |                              | T Mrdeža Ar Rodionova                | 3                                    | 6                            | [4]                          |   |   |            |                                      |                                      |                              |                              |   |   |        |        |        |        |        |  |
|  | L Pigossi Y Wang             | L Pigossi Y Wang                     | L Pigossi Y Wang                     | 4           | 1           |  |  |                              |                                      |                                      |                              |                              |   |   | 1          | MJ Martínez Sánchez S Sorribes Tormo | MJ Martínez Sánchez S Sorribes Tormo | 7                            | 6                            |   |   |        |        |        |        |        |  |
|  | WC                           | A Bogdan I Šinikova                  | 7                                    | 63          | [10]        |  |  |                              |                                      |                                      |                              |                              |   |   |            |                                      |                                      | G García Pérez O Kalašnikova | G García Pérez O Kalašnikova | 5 | 1 |        |        |        |        |        |  |
|  |                              | T Bacsinszky A Mitu                  | 5                                    | 7           | [3]         |  |  | WC                           | A Bogdan I Šinikova                  | A Bogdan I Šinikova                  | A Bogdan I Šinikova          | w/o                          |   |   |            |                                      |                                      |                              |                              |   |   |        |        |        |        |        |  |
|  |                              | O Danilović T Zidanšek               | O Danilović T Zidanšek               | 6           | 6           |  |  |                              | O Danilović T Zidanšek               | O Danilović T Zidanšek               | O Danilović T Zidanšek       |                              |   |   |            |                                      |                                      |                              |                              |   |   |        |        |        |        |        |  |
|  | 3                            | M Adamczak J Moore                   | M Adamczak J Moore                   | 2           | 3           |  |  |                              |                                      |                                      |                              |                              |   |   | WC         | A Bogdan I Šinikova                  | A Bogdan I Šinikova                  | 63                           | 3                            |   |   |        |        |        |        |        |  |
|  | G García Pérez O Kalašnikova | G García Pérez O Kalašnikova         | G García Pérez O Kalašnikova         | 6           | 6           |  |  |                              |                                      |                                      | G García Pérez O Kalašnikova | G García Pérez O Kalašnikova | 7 | 6 |            |                                      |                                      |                              |                              |   |   |        |        |        |        |        |  |
|  | L Kerkhove B Schoofs         | L Kerkhove B Schoofs                 | L Kerkhove B Schoofs                 | 2           | 2           |  |  | G García Pérez O Kalašnikova | G García Pérez O Kalašnikova         | G García Pérez O Kalašnikova         | 6                            | 6                            |   |   |            |                                      |                                      |                              |                              |   |   |        |        |        |        |        |  |
|  |                              | H Dart J Konta                       | 5                                    | 6           | [10]        |  |  | H Dart J Konta               | H Dart J Konta                       | H Dart J Konta                       | 0                            | 2                            |   |   |            |                                      |                                      |                              |                              |   |   |        |        |        |        |        |  |
|  | 2                            | A Panova V Zvonareva                 | 7                                    | 3           | [5]         |  |  |                              |                                      |                                      |                              |                              |   |   |            |                                      |                                      |                              |                              |   |   |        |        |        |        |        |  |